# Église Sainte-Rita-de-Cascia à Campitelli
Pour les articles homonymes, voir Église Sainte-Rita.
Ne doit pas être confondu avec Église Santa Rita da Cascia alle Vergini.
L'église Sainte-Rita-de-Cascia à Campitelli (en italien : Chiesa di Santa Rita da Cascia in Campitelli) est un édifice religieux situé dans le rione de Sant'Angelo, à Rome, à proximité de théâtre de Marcellus.
L'église dédiée à Rita de Cascia est aujourd'hui déconsacrée. 

## Localisation
L'église est située à Rome dans le rione de Sant'Angelo, sur via Montanara, à proximité de théâtre de Marcellus.

## Historique
L'église est originellement construite sur le site d'un précédent édifice, l'église San Biagio de Mercato remontant au XIe siècle. L'architecte Carlo Fontana entreprend vers 1650 de bâtir l'église actuelle qui est consacrée vers 1665 et dédiée initialement à Blaise de Sébaste. Le pape Alexandre VII l'alloue à la confraternité de la Sanctissime Épine de la Croix de Jésus. À partir de 1900, l'église est consacrée à Blaise et Rita de Cascia lors de la béatification de cette dernière.
Lors de la restructuration de la zone du théâtre de Marcellus, l'église est entièrement démontée par les techniques d'anastylose en 1928 puis remontée en 1940 lors de la réouverture de la via del Teatro di Marcello (anciennement via del Mare).
L'édifice est déconsacré à la fin du XXe siècle et est affectée par la ville de Rome comme lieu d'expositions et d'événements culturels.

## Architecture
L'église est bâtie sur un plan de croix grecque dans le style baroque.

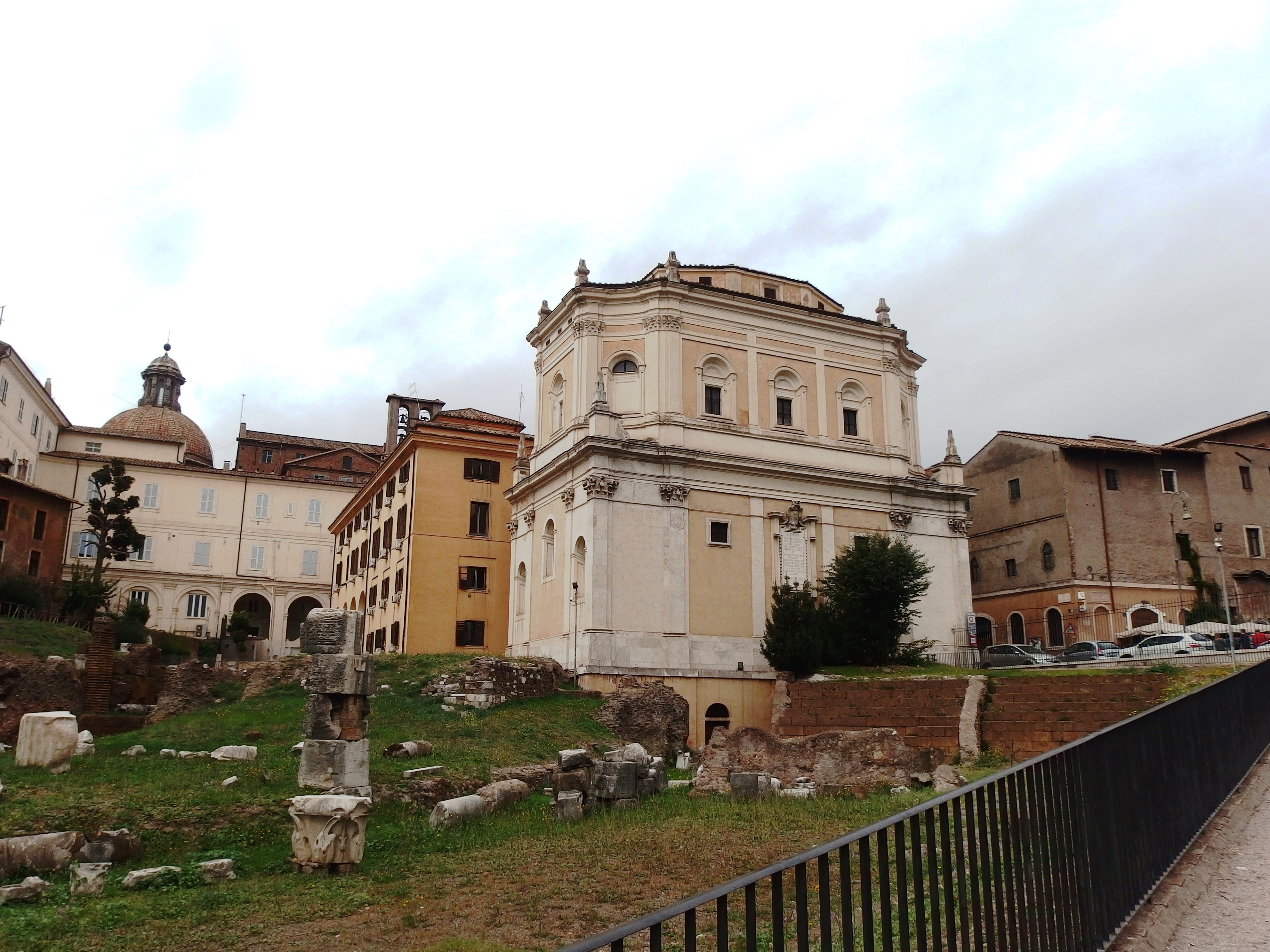
Le flanc et l'arrière de l'église.

## Note
1. ↑  Bien que son nom fasse référence au rione de Campitelli (R.XI), cette église est située dans le rione de Sant'Angelo (R.X).